# Dương Hiền
Dương Hiền (sinh 1955), người Tày, là một sĩ quan cấp cao trong Quân đội nhân dân Việt Nam, hàm Thiếu tướng, nguyên Phó Tư lệnh Quân khu 1 và là đại biểu Quốc hội Việt Nam khóa XI và XII, thuộc đoàn đại biểu Lạng Sơn.

## Thân thế và sự nghiệp
Ông sinh ngày 15 tháng 2 năm 1955, quê tại Xã Hữu Vĩnh, huyện Bắc Sơn, Lạng Sơn
Năm 2000, bổ nhiệm giữ chức Chỉ huy trưởng Bộ Chỉ huy quân sự tỉnh Lạng Sơn.
Năm 2011, bổ nhiệm giữ chức Phó Tư lệnh Quân khu 1
Tháng 2 năm 2015, ông nghỉ chờ hưu
Thiếu tướng (2009)